# Sint-Odulphuskerk (Best)
De Sint-Odulphuskerk is een neogotische kerk uit 1880-1886 die staat in het centrum van het dorp aan de Hoofdstraat 33 te Best, op de plaats waar naar verluidt Sint-Odulphus zou zijn geboren. Ze werd ontworpen door architect Carl Weber.

## Geschiedenis
Naar verluidt zou op deze plaats het geboortehuis van Sint-Odulphus hebben gestaan. Dit zou verbouwd zijn tot een houten kapel. In 1437 werd deze door een stenen kerkje vervangen dat geleidelijk uitgroeide tot een kerk met vijf altaren. In 1553 werd deze kerk verheven tot parochiekerk. In 1648 werd de kerk door de protestanten genaast, om in 1672 gesloopt te worden. Er kwam een schuurkerk en die bleef tot 1795 als zodanig in gebruik, om vervolgens verbouwd te worden tot een gewone kerk. Deze werd uiteindelijk gesloopt.
Pastoor Henricus Zomers nam in 1876 het initiatief tot de bouw van de huidige kerk. Architect Carl Weber (1820-1908) kreeg in datzelfde jaar de opdracht tot het ontwerpen van het gebouw. Op 7 mei 1880 werd de fundering gelegd en startte op 16 december 1880 de feitelijke bouw. Op 23 oktober 1882 werd de "nieuwe" Sint-Odulphuskerk ingewijd. Men wilde eerst de toren van de oude kerk handhaven, maar deze was naar verhouding te klein. In 1884 werd de nieuwe toren gebouwd, maar daarmee was de oorspronkelijke historische kerk verdwenen.
De Sint-Odulphuskerk werd zwaar beschadigd tijdens een beschieting door de Duitse bezetter op 17 oktober 1944. In 1960 was de kerktoren weer hersteld en nadien vonden nog een aantal restauratieprojecten van de kerk plaats.
De fundamenten van de oude kerk, die voor de huidige Odulphuskerk gelegen zijn, werden in 1991 opgegraven en de contouren ervan werden op het kerkplein zichtbaar gemaakt.
In de kerk is een Odulphusaltaar. Een reliek van de heilige, in de vorm van een vingerkootje, werd in 1620 verworven.
Vóór de kerk staat het Odulphusbeeld uit 1901. De Odulphusput, naast de kerk gelegen, moet in 1802 nog hebben bestaan maar is kort daarna afgebroken. Opgravingen hebben deze put nimmer aan het licht gebracht.

## Orgel

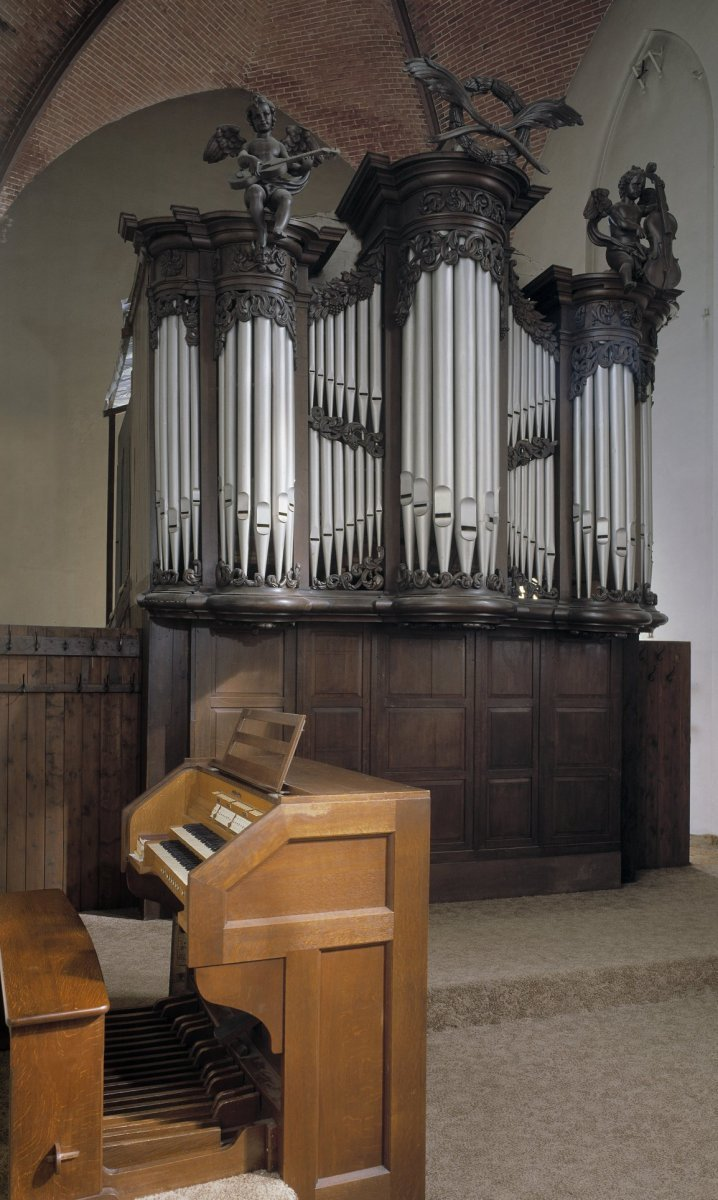
Vollebregtorgel - Best

In de kerk bevindt zich een Vollebregtorgel wat in 1852 gebouwd is door Johannes Vollebregt. Door een gift van 500 guldens van Joannes Zwijsen, de aartsbisschop van Utrecht en voormalig pastoor in Best, kon de opdracht worden gegeven voor de bouw van het orgel.
Het orgel had in 1852 onderstaande dispositie:
| Manuaal I (C-f³) |        |
| Prestant         | 8′     |
| Bourdon          | 16′    |
| Holpijp          | 8′     |
| Octaaf           | 4′     |
| Fluit            | 4′     |
| Quint            | 3′     |
| Octaaf           | 2′     |
| Cornet           | 5 st D |
| Mixtuur          | 3 st   |
| Trompet          | 8      |

| Positief       |    |
| Prestant       | 4′ |
| Bourdon        | 8′ |
| Viola di Gamba | 8′ |
| Gemshoorn      | 4′ |
| Nachthoorn     | 2′ |
| Flageolet      | 1′ |
| Dulciaan       | 8′ |

| Pedaal (C-f¹) |
| aangehangen   |

| _          |
| Afsluiting |
| Tremulant  |

In 1886 werd het orgel naar de nieuwe kerk overgeplaatst door orgelmaker Vingerhoets uit Hilvarenbeek. Het kreeg een plaats dwars op het oxaal tegen de linker torenmuur. In 1921 wordt er een elektrische windvoorziening aangelegd. In 1933 wordt het orgel opnieuw verplaatst, maar nu naar het midden op het zangkoor. In 1944 raakt de kerk en het orgel door oorlogsgeweld ernstig beschadigd. Begin jaren '50 wordt het orgel hersteld en omgebouwd tot elektro-pneumatisch en vind er uitbreiding plaats. In 2009 wordt het orgel conserverend gerestaureerd door de firma Pels & Van Leeuwen.